# Biberbrugg
Biberbrugg est une localité et un nœud ferroviaire situé sur la commune schwytzoise de Feusisberg, mais qui déborde aussi sur la commune d'Einsiedeln, dans le district d'Einsiedeln.

## Toponymie
Le nom de la localité vient de la rivière qui la traverse : la Biber. Initialement, le lieu-dit s'appelait Biberbrücke, soit littéralement en allemand, pont sur la Biber.

## Géographie
La gare de Biberbrugg est située au carrefour des lignes du chemin de fer Südostbahn :
- Arth-Goldau – Biberbrugg – Pfäffikon SZ
- Wädenswil – Biberbrugg – Einsiedeln

La gare est un point d'arrêt du Voralpen-Express.

### Desserte ferroviaire
| Origine     | Arrêt précédent         | Train               | Arrêt suivant | Destination |
| ----------- | ----------------------- | ------------------- | ------------- | ----------- |
| Luzern      | Arth-Goldau             | IR Voralpen-Express | Wollerau      | Romanshorn  |
| Wädenswil   | Schindellegi–Feusisberg | S-Bahn ZH S 13      | Einsiedeln    | Einsiedeln  |
| Rapperswil  | Schindellegi–Feusisberg | S-Bahn ZH S 40      | Einsiedeln    | Einsiedeln  |
| Arth-Goldau | Rothenthurm ou Altmatt  | S-Bahn LU S 31      | terminus      |             |